# 가타노촌 (오사카부)
가타노촌(일본어: 交野村)은 일본 오사카부 기타카와치군에 설치되었던 촌이다. 현재의 가타노시에 해당한다.